# Xhuliano Kamberaj
Xhuliano Kamberaj lub Giuliano Kamberaj (ur. 30 maja 1994 w Beracie) – albański kolarz szosowy, mistrz Albanii w kolarstwie szosowym z 2014 roku.

## Życiorys i kariera
2 marca 2014 roku wziął udział we włoskim wyścigu Mareno di Piave na 99-kilometrowej trasie, zajmując w nim piąte miejsce. 13 kwietnia tegoż roku zajął trzecie miejsce w 170-kilometrowym wyścigu z Vicenzy do Bionde. 4 maja Kamberaj wziął udział w Circuito del Porto, zajmując siódme miejsce po pokonaniu 160-kilometrowej trasy. 11 maja zajął szóste miejsce w wyścigu Trofeo Giacomo Larghi, którego trasa wynosiła 146 km. Uczestniczył także w Giro della Pesca e Nettarina, jednak 25 maja zakończył wyścig na trzecim etapie. 8 czerwca zajął 7. miejsce w wyścigu, który odbył się w San Martino di Lupari (długość trasy wynosiła 152 km). 14 czerwca na Medaglia d'Oro Città di Monza zajął drugie miejsce (trasa wynosiła 144 km), drugie miejsce Kamberaj zajął także w wyścigu Trofeo Stefano Fumagalli, który odbył się następnego dnia w Gessate. 26 czerwca uczestniczył w mistrzostwach Albanii w kolarstwie szosowym, zajmując drugie miejsce w jeździe indywidualnej na czas, pokonując 37,5 km w 47 minut i 15 sekund (o 8 sekund dłużej od zwycięskiego Iltjana Niki); Kamberaj zwyciężył jednak w jeździe grupowej, która odbyła się dwa dni później, pokonując 175 km trasy w 4 godziny, 36 minut i 3 sekundy. 16 sierpnia zwyciężył wyścig Circuito Guazzorese, którego trasa wynosiła 125 km. 10 dni później Kamberaj zajął szóste miejsce w zorganizowanym w Castelnuovo Scrivia wyścigu Circuito Castelnovese również o 125-kilometrowej trasie. 18 września zajął natomiast drugie miejsce w wyścigu GP Fiera del Riso zorganizowanym w Isola della Scala (trasa wynosiła 135,2 km).
22 lutego 2015 roku Kamberaj zajął piąte miejsce w wyścigu GP de Nardi, którego trasa wynosiła 101,2 km. 15 marca zajął trzecie miejsce w Popolarissima di Treviso (trasa wynosiła 175,2 km). 28 marca uczestniczył w wyścigu od Mediolanu do Busseto w ramach Trofeo Auro Boreri; zajął drugie miejsce. 12 kwietnia ponownie wziął udział w wyścigu od Vicenzy do Bionde, zajmując drugie miejsce. 3 maja zajął 4. miejsce w Circuito del Porto po pokonaniu 180-kilometrowej trasy. 20 września wziął udział w Trofeo Gianfranco Bianchin, gdzie zajął trzecie miejsce po pokonaniu 158-kilometrowej trasy.
1 maja 2017 roku uczestniczył w Trofeo Papà Cervi, zajął 3. miejsce po pokonaniu 152-kilometrowej trasy. 7 maja tegoż roku Kamberaj ponownie wziął udział w Circuito del Porto, gdzie zajął dziewiąte miejsce po przejechaniu trasy o długości 174,7 km. W tymże roku uczestniczył w Tour of Albania, jednak odpadł na trzecim etapie. 10 września wziął udział w hiszpańskim wyścigu Vuelta a la Provincia de Valencia, odpadając na czwartym etapie.
18 lutego 2018 roku wziął udział w Memorial Manuel Sanroma, kończąc go na drugim etapie. W tymże roku wziął ponownie udział w Tour of Albania odpadając na etapie piątym. 10 czerwca zajął drugie miejsce we włoskim wyścigu Trofeo Stefano Fumagalli po pokonaniu trasy o długości 150 km.

## Życie prywatne
W 2015 roku mieszkał w Salò, był w związku z kobietą o imieniu Sara.